# Теон Грейджой
Теон Грейджой (англ. Theon Greyjoy) — персонаж серії фентезі-романів «Пісня льоду й полум'я» американського письменника Джорджа Р. Р. Мартіна. Є одним з центральних персонажів (ПЛП) серії, від особи якого ведеться частина розділів романів. Вперше з'являється в книзі «Гра престолів» (1996) в якості другорядного персонажа. У книгах «Битва королів» (1998), «Танок з драконами» (2011) та «Вітри зими» є центральним персонажем.
У телесеріалі «Гра престолів» роль Теона Грейджоя грає англійський актор Альфі Аллен. У серіалі Теон Грейджой є основним персонажем.

## Роль в сюжеті

### Гра Престолів
Теон був присутній на страті Гареда, де подавав лорду Еддарду Старку меч і заради забави штовхнув відрубану голову дезертира. Коли Робб Старк і Джон Сноу виявили лютововчат, Халлен сказав, що цуценят чекає повільна смерть від голоду та холоду, Теон був готовий вбити одного цуценя і навіть оголив меч, але Робб і Джон вмовили Еддарда залишити цуценят в живих; про Примару Теон сказав, що альбінос помре навіть швидше, ніж інші. На бенкеті в честь короля Теон йшов у процесії лордів одним з останніх, разом з Бендженом Старком, і вдавав, що не помічає Джона Сноу, який сидів у залі серед зброєносців. Під час навчального бою у дворі Теон вхопив Робба Старка за руку і не давав йому кинутися на Джофрі Баратеона з кулаками. Пізніше він їздив на королівське полювання у Вовчий Ліс.
Після замаху на життя Брана Старка леді Кетлін обговорювала з Роббі, Теоном і Родріком Касселем небезпеку для сім'ї Старків, взявши з усіх трьох клятву мовчати. Еддард Старк при зустрічі з Кетлін в Королівській Гавані попросив її ретельно наглядати за Теоном Грейджоєм: у разі війни Півночі дуже знадобився би флот Грейджоїв. Теон разом з Халлісом Молленом на правах охоронців стояли за спиною Робба Старка, коли той захоплював Тиріона Ланністера, який повертався зі Стіни. Під час кінної прогулянки у Вовчий Ліс Теон взяв з собою лук зі стрілами, оголосивши, що хоче завалити оленя; в Зимовому Містечку він показував Роббу Старку на одну зі своїх коханок, Кіру. За словами Робба, Теон пропонував скликати прапори і виступити на війну, як тільки із столиці прийшла звістка про напад Джеймі Ланністера на Еддарда Старка. Стріли і лук йому стали в пригоді при нападі здичавілих і дезертирів на Брана — Теон застрелив дезертира Стіва, коли той взяв Брана в заручники. Однак замість подяки за порятунок брата Робб вилаяв Теона, за те, що той ризикував життям Брана. Зі здичавілих у живих залишилася тільки Оша, розсерджений Теон запропонував Роббу віддати її вовкам. Робб відкинув його пропозицію і взяв Ошу як полонянку в Вінтерфелл.
Коли армія Півночі виступила на війну, Теон і Великий Джон Амбер їхали поруч з Роббом на чолі колони. На Рову Кетлін Старк, бажаючи поговорити з сином наодинці, випровадила всю його свиту з чортога Ворітної Вежі, Теон порахував, що до нього це не відноситься, і Кет довелося окремо просити Теона вийти. У бою в Шепочому Лісі Теон входив до 30 осіб, що складали охорону Робба, і пишався тим, що був зовсім поруч з Джеймі Ланнистером під час бою і трохи не схрестив з ним меч. Разом з Великим Джоном тягнув полоненого Джеймі Ланністера. Теон запропонував стратити бранця, але Робб відмовився зробити це. Він перебував в одному човні з Роббом під час урочистого входу в Ріверран, і на руках переніс Кетлін Старк до пристані.

### Битва Королів
Теона, після коронації Робба Старка, був відправлений на Пайк з секретним листом до свого батька. Теон відправив ворона з Ріверрана про своє повернення додому, однак Бейлон не прислав за ним корабель в Сігард, і Теон змушений був добиратися до Пайка на попутному кораблі, торговельному кораблі «Міріам». По дорозі Теон спав з донькою капітана, і дівчина, ймовірно, завагітніла від нього. Бейлон Грейджой зустрів сина холодно і відкинув пропозицію Робба, в якому Бейлону було запропоновано зробити його королем Залізних Островів в обмін на військову допомогу Старкам у війні П'яти Королів.
Дізнавшись про війну в Семи Королівствах Бейлон Грейджой скликає прапори. Для Теона будується човен. Теон приймає німого Векса Пайка в зброєносці, як частина угоди з лордом Ботлі з купівлі коня. У Лордспорті Теон знайомиться з дівчиною Есгред, яка представляється вагітною дружиною корабельника, Теон фліртує з нею і бере з собою в Пайк, згодом вона виявляється його сестрою Ашою Грейджой. Аша на бенкеті жорстко жартує і сміється над Теоном, принижуючи його. Сердитий на сестру Теон називає свій човен в честь Аші Морської Сукою. Бейлон розповідає про свій план захоплення Півночі, дає Аші 30 кораблів для захоплення Чорнолісся, а Теону — 8 кораблів для грабежів Кам'яного Берега, також з ним відправляють Дагмера Щербатого на Піноходці і Ейрона Мокроголового. Теон розсерджений. Він вважає, що здатний на більше.
На Кам'яному Березі залізнонароджені під проводом Теона знищують загін Бенфреда Толхарта Дикі Зайці, спалюють рибальське село, жінок забирають у морські дружини, рабині або вбивають, чоловіків також вбивають, залишаючи в живих кілька осіб, які могли б принести звістку про напад у Торрхенов Доля. Теона не доставляють радості такі способи ведення військових дій, і не дає спокою образа на батька за те, що той вважає Теона негідним спадкоємцем, і Аше довіряє більше, ніж йому. Теона пропонує Дагмеру Щербатому порушити наказ Бейлона, залишити на Кам'яному березі 6 кораблів під керівництвом Эйерона Мокроголового, і напасти на Торрхенов Наділ.
Коли в Вінтерфеллі стає відомо про напад на Торрхенов Наділ, сір Родрік Кассель знімає гарнізон і відправляється на виручку, по дорозі до нього приєднується загін Клея Сервіна. Теон зі своїми людьми, обійшовши сили Касселя, вночі нападає на Вінтерфелл. За допомогою мотузок з гаками залізнонароджені долають стіни замку і перепливають рів між ними. Мейстер Люмин встигає відправити ворона в Білу Гавань. Теон звільняє Ошу і випускає з в'язниці Смердючку, які першими складають йому присягу вірності.
Змусивши Брана Старка здати йому Вінтерфелл, Теон відправив Стигга в Чорнолісся до Аші за підмогою. Теон викликав в Вінтерфелл Кіру — служницю з пивної «Димляче Поліно» в Зимовому Містечку і зробив її своєю коханкою. Одного разу вночі Бран Старк, Рікон Старк, Ходор, Оша, Жоєн Рід і Міра Рід разом з вовками втекли. Пошуки з собаками велися цілий день, але безуспішно, сліди вовків губилися в струмку, коли стало зрозуміло, що втікачів знайти не вдасться — Смердючка показав Теону завбачливо взятий ним із замку одяг Брана і Рікона, і запропонував Теону замість них вбити дітей того ж віку, синів мельничихи з Жолудевої, і видати їх понівечені тіла замість тіл Старків.
Голови дітей були вивішені над воротами. Люмин просив Теона зняти їх, пришити голови до тіла і поховати останки дітей у крипті Вінтерфелла. Теон заборонив йому робити це і спалив тіла дітей в той же день. Серед попелу Теон відшукав залишки бранової срібної пряжки у вигляді вовчої голови, і завжди носив її з собою.
Протягом кількох днів після смерті дітей були вбиті троє залізнонароджених — Гелмарр Похмурий, Аггар і Гинир Червононосий, які були разом з Теоном і Смердючкою на млині і знали, що вбиті діти — не Старки. Після того, як Смердючка убив всіх трьох — Теон хотів убити і самого Смердючку, але не зважився. Смердючка вмів читати і писати, і міг заховати лист з подробицями вбивства дітей — схоже, що цю думку навіяв Теону сам Смердючка. Теон звинуватив у цих вбивствах псаря Фарлена і стратив його.
Приїхавши з Чорнолісся, Аша Грейджой вмовляла Теона кинути Вінтерфелл і повернутися з нею в Чорнолісся, так як Вінтерфелл знаходиться дуже далеко від моря і його не втримати. Теон відмовився і Аша, залишивши йому 10 осіб, повернулася в Чорнолісся. Теон відправляв воронів з листами про допомогу батькові на Пайк і своєму дядькові Віктаріону Грейджою на Рів Кейлин, але ні відповіді, ні допомоги не отримав. Теон був у розпачі, його військова операція не принесла йому поваги залізнонароджених, люди Півночі ненавидять його, і його мучать нічні кошмари через вбитих дітей, мельничихи і людей Півночі. Накопичувалася напруга, страх і вина вимагали виходу, і одного разу вночі Теон зірвав свої емоції на Кірі: прокинувшись від чергового кошмару, він в ліжку грубо обійшовся з Кірою, наставив їй синців і укусів, а потім прогнав зі спальні.
Після від'їзду сестри Смердючка запропонував Теону свою допомогу — пообіцяв зібрати 200 людей для оборони Вінтерфелла, якщо Теон дасть йому 200 монет і Паллу, дочку Фарлена. Теон погодився, але вважав, що Смердючка втік з грошима, і радів, що він більше його не побачить.
Військо сіверян, яке розбило Дагмера Щербатого в бою у Торрхенова Наділу, повернулося до Вінтерфеллу, до нього приєдналися люди Мандерлі, Толхарта, Карстарків і Флінтів. Всього близько двох тисяч осіб проти сімнадцяти чоловік у Теона. Теон використовував для шантажу дочку Родріка Касселя — маленьку Бет Кассель, і погрожував її повісити в разі штурму. Мейстер Люмин умовляв Теона здати замок і вступити в Нічну Варту, що дозволило б Теону залишитися в живих і добитися успіхів і поваги на службі у Варті. Теон був майже готовий погодитися, але в цей момент до Вінтерфеллу підійшов загін з 600 осіб під прапором Дредфорта. Люди Болтонів спочатку приєдналися до війська сера Родріка, а потім зрадницьки напали на них і знищили. Теон впустив дредфортців у Вінтерфелл. На подив Теона їх ватажком виявився Смердючка, який раніше лише прикидався своїм слугою. Це був Рамсі Сноу — бастард Русе Болтона. Рамсі зажадав у якості нагороди Кіру замість Палли, коли Теон обурився — Рамсі вдарив його кільчастою рукавичкою прямо в обличчя і зламав Теону вилицю. Теона і молодих жінок Рамсі відвіз в Дредфорт, як бранців, обох Фреїв — Волдера Великого та Волдера Малого, як вихованців, інших жителів замку дредфортці вбили, а Вінтерфелл був спалений.

### Буря Мечів і Бенкет Стерв'ятників
У даних книгах Теон не з'являвся, однак був неодноразово згаданий.
Лотар Фрей перед Червоним Весіллям розповів Роббу Старку, що його племінники Волдер Великий та Волдер Малий написали йому листа з Дредфорта, в якому розповідалося, що Теон і залізнонароджені вбили всіх жителів Вінтерфелла, знищили військо Родріка Касселя, а сам замок спалили. Рамсі Сноу, який прибув на допомогу Касселю, встиг врятувати лише жінок і дітей, які під час бою перебували в укритті, і відвіз уцілілих в Дредфорт. Про долю самого Теона в листі не йшлося.
На Пайку гине Бейлон Грейджой. За законом Теон стає королем Залізних Островів. В день смерті Бейлона на батьківщину прибуває його дядько, Еурон Вороняче Око і займає Морський Трон.
В Близнюках, перед весіллям Едмара Таллі і Рослин Фрей, Русе Болтон показує Роббу Старку і Кейтілін Старк лист від свого бастарда Рамсі Сноу, в якому йдеться про битву сіверян і залізнонароджених. Нібито після смерті Родріка Касселя і Леобальда Толхарта — сам Рамсі очолив сіверян і перебив людей Теона. Сам же Теон знаходиться в Дредфорті, в полоні. У лист був вкладений шматок шкіри, знятий з лівого мізинця Теона. Однак тут помилка — лівий мізинець Теона в цілості й схоронності.
Русе Болтон пропонує вимагати у остров'ян поступки в обмін на страту Теона — законного короля Залізних Островів.
Робб погоджується зберегти Теону життя як бранця в Дредфорті, до моменту перемоги півночі над залізнонародженими на Півночі.
У книзі «Бенкет стерв'ятників» через деякий час після битви під стінами Вінтерфелла в замку побувала Аша Грейджой зі своїми людьми. Тіла загиблих сіверян на місці битви були сильно погризені вовками, і дізнатися чи був серед убитих Теон здавалося неможливим. Аша вважає Теона мертвим.

### Танок з драконами
У полоні у Дредфорті Рамсі Болтон наказав вибити Теону зуби (як відомо, Теон любив посміхатися) і після позбавив його кількох пальців на руках і ногах; попередньо Рамсі наказував здирати шкіру з бранця до тих пір, поки той, щоб позбутися мук, сам не починав благати про видалення кінцівки.
Одного разу заради розваги Рамсі дозволив Кірі, з якою Теон спав, коли був Принцом Вінтерфелльським, викрасти ключ від камери. Коли бранці повтікали досить далеко, Рамсі спустив на них собак і вистежив обох, оскільки Кіра відмовилася піти з Теоном різними шляхами. У покарання Теон позбувся декількох пальців, тоді як Кіру Рамсі зґвалтував і оббілував.
Рамсі дав Теону нове ім'я — Смердючка, в честь свого колишнього слуги, і жорстоко карав його кожен раз, коли він забував, хто він є насправді. Зрештою, він позбувся частини зубів, пальців на руках і ногах, його волосся посивіло, він змушений був харчуватися щурами, яких міг зловити в камері і з жахом згадував про те, хто він є насправді, тому що за це мін отримати жорстоке покарання. Для того, щоб звільнити прохід війську батька, Рамсі наказав Смердючці від особи Теона Грейджоя переконати остров'ян, які утримують Рів Кейлин, здати фортецю без бою. Коли залізні люди вийшли на милість Рамсі, той нагодував їх і після по-звірячому вбив. В подяку за хорошу гру, Рамсі удостоїв Смердючку честі жити разом зі своїми собаками.
Пізніше Русе Болтон забрав Грейджоя у сина і доставив його до леді Барбре Дастін, так як Теон, будучи вихованцем Неда Старка, був єдиним, хто знав, як виглядає Арія Старк і міг видати її заміж за Рамсі Сноу.
На час перебування в Вінтерфеллі Теону було дозволено носити одяг зі своїм родовим гербом. Під час першої шлюбної ночі Рамсі вирішив, що його нова наречена недостатньо готова для любові і наказав Теону допомогти йому — «підготувати молоду за допомогою рота», пізніше він сказав, що коли все закінчиться, він, Рамсі, відріже Теону губи. Ймовірно, з боку Рамсі це був жарт (у притаманному йому стилі), оскільки цю свою погрозу він не виконав.
Теон разом з Мансом і супроводжуючими його жінками брав участь у викраденні «псевдо-Арії», проте вижили тільки вони вдвох. Пізніше вони були знайдені загоном з чорних братів і залізних людей, що залишилися від команди Аші, що супроводжували служителя Залізного банку, і перепроваджені в табір Станніса, де він зустрів Ашу.

### Вітри зими
Разом зі своєю сестрою Ашою Теон знаходиться в полоні у Станніса Баратеона, який готується до бою з Болтонами.

## В екранізації
У телесеріалі «Гра престолів» роль Теона Грейджоя грає англійський актор Альфі Аллен.
Сюжетна лінія Теона у шостому сезоні розходиться з книжкової і в основних моментах повторює сюжетну лінію Віктаріона Грейджоя з книг.

#### Третій сезон
Незважаючи на відсутність у книжці «Буря мечів», Теон з'являється в третьому сезоні серіалу. Протягом більшої частини третього сезону Теон знаходиться в Дредфорті в полоні у Рамсі Сноу (сина Русе Болтона).

#### Четвертий сезон
Теон зустрічає Русе Болтона, який на відміну від книги повертається додому в Дредфорт манівцями, оскільки Рів Кейлин на той момент перебував під контролем залізнонароджених. Яра робить спробу визволити брата. Їй вдається проникнути в Дредфорт ціною життя кількох своїх людей, але Теон навідріз відмовляється покидати клітини для собак, в яких його тримають. Як і в книгах, Теон допомагає Болтонам захопити Рів Кейлин. Після того, як за наказом короля Томмена Рамсі стає узаконеним сином Русе Болтона, Теон разом з військом Болтонів відправляється до Вінтерфеллу.

#### П'ятий сезон
Теон супроводжує наречену Рамсі на їх весіллі з тією різницею, що в серіалі це справжня Санса Старк. Рамсі примушує Теона бути присутнім на консумації шлюбу, а після велить йому прислужувати Сансі та охороняти її. Санса пробує переконати Теона бігти, але він все ще занадто наляканий і відмовляється. Зрештою, Санса вирішує, що краще смерть такого життя і оголошує Теону, що втече і без нього. Почувши про це, коханка Рамсі Міранда загрожує Сансі, цілячись у неї з лука, і в цей момент Теон вирішує врятувати Сансу і штовхає Міранду зі Стіни. Потім він разом з Сансою стрибає зі стіни замку в замет.

#### Шостий сезон
У шостому сезоні сюжетна лінія Залізних островів розходиться з книжковою історією. Після втечі з Вінтерфелла, Теон і Санса намагаються піти від гончих Рамсі; Теон виходить до них, щоб відвернути погоню від Санси, але ті не ведуться на прийом і знаходять Сансу. Вчасно підоспіла Брієнна, вона вбиває людей Болтона, а Теон вперше бере зброю і заколює бійця, який ледь не убив зброєносця Брієнни Подріка. Після цього Теон вирішує покинути Сансу і повернутися в батьківський дім. Після прибуття він дізнається, що батько мертвий, і Яру впевнена, що Теон повернувся за батьківською короною. У серіалі Теон частково бере на себе книжкову роль Тристофера Ботлі: він повідомляє Яру, що прийшов для того, щоб підтримати її зазіхання на Морський трон. Однак на віче свої права на трон пред'являє Еурон Грейджой, дядько Яри і Теона і залізнонароджені обирають його. Яру і Теон змушені рятуватися втечею, повівши з собою кращу частину Залізного флоту. Яру вирішує відправитися до Дейнеріс Таргарієн, про союз якої Еурон так багато говорив на вічі, і запропонувати їй кораблі вперед дядька. Під час зупинки у Волантісі, Яру вимагає, щоб Теон залишив своє минуле в Дредфорті в минулому і повстав знову, сильніше і міцніше ніж раніше. Після прибуття в Миєрин Грейджої постають перед королевою Дейнеріс і укладають угоду: вони присягають їй на вірність, допомагають доставити її військо в Сім Королівств, залишають у минулому піратські звичаї Залізних островів, а драконова королева допомагає знищити Еурона Грейджоя, підтримує права Яри на Морський трон і дозволяє островам бути самостійним королівством.

#### Сьомий сезон
В 7 сезоні Теон Грейджой бере участь у морській битві проти свого дядька Еурона.